# Sanssat
Sanssat település Franciaországban, Allier megyében. Lakosainak száma 277 fő (2022. január 1.). Sanssat Billy, Créchy, Langy, Saint-Félix és Saint-Gérand-le-Puy községekkel határos.

## Népesség
A település népessége az elmúlt években az alábbi módon változott:
| Lakosok száma | 328  | 280  | 287  | 282  | 263  | 268  | 259  | 272  | 278  | 277  |
|               | 1968 | 1982 | 1990 | 2006 | 2013 | 2015 | 2017 | 2019 | 2020 | 2022 |